# Gran Premio di superbike di Misano Adriatico 2023
Il Gran Premio di superbike di Misano Adriatico 2023 è stato la quinta prova del mondiale superbike del 2023. Nello stesso fine settimana si sono corsi anche la quinta prova del campionato mondiale Supersport e la terza del campionato mondiale Supersport 300.
Le tre gare del mondiale Superbike vengono vinte da Álvaro Bautista, mentre le gare del mondiale Supersport sono state vinte da Nicolò Bulega in gara 1 e da Stefano Manzi in gara 2 che, con questo successo, ottiene la centesima vittoria per il team Ten Kate Racing nel mondiale Supersport. Le gare del mondiale Supersport 300 sono andate entrambe a Bruno Ieraci, pilota wild card, impegnato nel campionato italiano ma che aveva già partecipato al mondiale nelle annate precedenti.

## Superbike gara 1

### Arrivati al traguardo
| Pos. | Nº | Pilota                | Squadra                   | Motocicletta        | Giri | Tempo     | Griglia | Punti |
| ---- | -- | --------------------- | ------------------------- | ------------------- | ---- | --------- | ------- | ----- |
| 1º   | 1  | Álvaro Bautista       | Aruba.it Racing - Ducati  | Ducati Panigale V4R | 20   | 31'29.279 | 1º      | 25    |
| 2º   | 21 | Michael Ruben Rinaldi | Aruba.it Racing - Ducati  | Ducati Panigale V4R | 20   | +5.221    | 3º      | 20    |
| 3º   | 54 | Toprak Razgatlıoğlu   | Pata Yamaha Prometeon     | Yamaha YZF R1       | 20   | +8.971    | 2º      | 16    |
| 4º   | 47 | Axel Bassani          | Motocorsa Racing          | Ducati Panigale V4R | 20   | +14.285   | 5º      | 13    |
| 5º   | 65 | Jonathan Rea          | Kawasaki Racing           | Kawasaki ZX-10RR    | 20   | +18.594   | 6º      | 11    |
| 6º   | 77 | Dominique Aegerter    | GYTR GRT Yamaha           | Yamaha YZF R1       | 20   | +19.021   | 7º      | 10    |
| 7º   | 22 | Alex Lowes            | Kawasaki Racing           | Kawasaki ZX-10RR    | 20   | +21.036   | 10º     | 9     |
| 8º   | 7  | Iker Lecuona          | Team HRC                  | Honda CBR1000 RR-R  | 20   | +23.751   | 8º      | 8     |
| 9º   | 87 | Remy Gardner          | GYTR GRT Yamaha           | Yamaha YZF R1       | 20   | +24.011   | 9º      | 7     |
| 10º  | 97 | Xavi Vierge           | Team HRC                  | Honda CBR1000 RR-R  | 20   | +29.081   | 16º     | 6     |
| 11º  | 45 | Scott Redding         | Rokit BMW Motorrad        | BMW M1000 RR        | 20   | +29.430   | 12º     | 5     |
| 12º  | 55 | Andrea Locatelli      | Pata Yamaha Prometeon     | Yamaha YZF R1       | 20   | +30.139   | 11º     | 4     |
| 13º  | 31 | Garrett Gerloff       | Bonovo Action BMW         | BMW M1000 RR        | 20   | +30.562   | 14º     | 3     |
| 14º  | 5  | Philipp Öttl          | Team GoEleven             | Ducati Panigale V4R | 20   | +33.210   | 13º     | 2     |
| 15º  | 34 | Lorenzo Baldassarri   | GMT94 Yamaha              | Yamaha YZF R1       | 20   | +34.858   | 17º     | 1     |
| 16º  | 66 | Tom Sykes             | Rokit BMW Motorrad        | BMW M1000 RR        | 20   | +35.778   | 18º     |       |
| 17º  | 76 | Loris Baz             | Bonovo Action BMW         | BMW M1000 RR        | 20   | +38.489   | 22º     |       |
| 18º  | 28 | Bradley Ray           | Yamaha Motoxracing        | Yamaha YZF R1       | 20   | +40.374   | 15º     |       |
| 19º  | 53 | Esteve Rabat          | Kawasaki Puccetti Racing  | Kawasaki ZX-10RR    | 20   | +56.950   | 21º     |       |
| 20º  | 32 | Isaac Viñales         | TPR by Vinales Racing     | Kawasaki ZX-10RR    | 20   | +1'03.273 | 23º     |       |
| 21º  | 88 | Ryo Mizuno            | Petronas MIE Racing Honda | Honda CBR1000 RR-R  | 20   | +1'30.052 | 25º     |       |

### Ritirati
| Nº | Pilota          | Squadra                   | Motocicletta        | Giri | Griglia |
| -- | --------------- | ------------------------- | ------------------- | ---- | ------- |
| 9  | Danilo Petrucci | Barni Spark Racing        | Ducati Panigale V4R | 14   | 4º      |
| 35 | Hafizh Syahrin  | Petronas MIE Racing Honda | Honda CBR1000 RR-R  | 8    | 19º     |
| 70 | Luca Vitali     | Orelac Racing Movisio     | Kawasaki ZX-10RR    | 0    | 24º     |

### Non partito
| Nº | Pilota        | Squadra     | Motocicletta | Griglia |
| -- | ------------- | ----------- | ------------ | ------- |
| 16 | Gabriele Ruiu | Bmax Racing | BMW M1000 RR | 20º     |

## Superbike gara Superpole

### Arrivati al traguardo
| Pos. | Nº | Pilota                | Squadra                   | Motocicletta        | Giri | Tempo     | Griglia | Punti |
| ---- | -- | --------------------- | ------------------------- | ------------------- | ---- | --------- | ------- | ----- |
| 1º   | 1  | Álvaro Bautista       | Aruba.it Racing - Ducati  | Ducati Panigale V4R | 7    | 10'59.497 | 1º      | 12    |
| 2º   | 54 | Toprak Razgatlıoğlu   | Pata Yamaha Prometeon     | Yamaha YZF R1       | 7    | +0.101    | 2º      | 9     |
| 3º   | 21 | Michael Ruben Rinaldi | Aruba.it Racing - Ducati  | Ducati Panigale V4R | 7    | +0.738    | 3º      | 7     |
| 4º   | 47 | Axel Bassani          | Motocorsa Racing          | Ducati Panigale V4R | 7    | +2.239    | 5º      | 6     |
| 5º   | 65 | Jonathan Rea          | Kawasaki Racing           | Kawasaki ZX-10RR    | 7    | +2.490    | 6º      | 5     |
| 6º   | 22 | Alex Lowes            | Kawasaki Racing           | Kawasaki ZX-10RR    | 7    | +3.955    | 10º     | 4     |
| 7º   | 55 | Andrea Locatelli      | Pata Yamaha Prometeon     | Yamaha YZF R1       | 6    | +1 giro   | 11º     | 3     |
| 8º   | 97 | Xavi Vierge           | Team HRC                  | Honda CBR1000 RR-R  | 6    | +1 giro   | 16º     | 2     |
| 9º   | 31 | Garrett Gerloff       | Bonovo Action BMW         | BMW M1000 RR        | 6    | +1 giro   | 14º     | 1     |
| 10º  | 5  | Philipp Öttl          | Team GoEleven             | Ducati Panigale V4R | 6    | +1 giro   | 13º     |       |
| 11º  | 45 | Scott Redding         | Rokit BMW Motorrad        | BMW M1000 RR        | 6    | +1 giro   | 12º     |       |
| 12º  | 34 | Lorenzo Baldassarri   | GMT94 Yamaha              | Yamaha YZF R1       | 6    | +1 giro   | 17º     |       |
| 13º  | 76 | Loris Baz             | Bonovo Action BMW         | BMW M1000 RR        | 6    | +1 giro   | 19º     |       |
| 14º  | 28 | Bradley Ray           | Yamaha Motoxracing        | Yamaha YZF R1       | 6    | +1 giro   | 15º     |       |
| 15º  | 35 | Hafizh Syahrin        | Petronas MIE Racing Honda | Honda CBR1000 RR-R  | 6    | +1 giro   | 20º     |       |
| 16º  | 53 | Esteve Rabat          | Kawasaki Puccetti Racing  | Kawasaki ZX-10RR    | 6    | +1 giro   | 22º     |       |
| 17º  | 32 | Isaac Viñales         | TPR by Vinales Racing     | Kawasaki ZX-10RR    | 6    | +1 giro   | 23º     |       |
| 18º  | 70 | Luca Vitali           | Orelac Racing Movisio     | Kawasaki ZX-10RR    | 6    | +1 giro   | 24º     |       |
| 19º  | 88 | Ryo Mizuno            | Petronas MIE Racing Honda | Honda CBR1000 RR-R  | 6    | +1 giro   | 25º     |       |
| 20º  | 66 | Tom Sykes             | Rokit BMW Motorrad        | BMW M1000 RR        | 6    | +1 giro   | 18º     |       |
| 21º  | 77 | Dominique Aegerter    | GYTR GRT Yamaha           | Yamaha YZF R1       | 6    | +1 giro   | 7º      |       |

### Non classificati
| Nº | Pilota          | Squadra            | Motocicletta        | Giri | Griglia |
| -- | --------------- | ------------------ | ------------------- | ---- | ------- |
| 7  | Iker Lecuona    | Team HRC           | Honda CBR1000 RR-R  | 6    | 8º      |
| 9  | Danilo Petrucci | Barni Spark Racing | Ducati Panigale V4R | 6    | 4º      |

### Ritirati
| Nº | Pilota        | Squadra         | Motocicletta  | Giri | Griglia |
| -- | ------------- | --------------- | ------------- | ---- | ------- |
| 16 | Gabriele Ruiu | Bmax Racing     | BMW M1000 RR  | 0    | 21º     |
| 87 | Remy Gardner  | GYTR GRT Yamaha | Yamaha YZF R1 | 0    | 9º      |

## Superbike gara 2

### Arrivati al traguardo
| Pos. | Nº | Pilota              | Squadra                   | Motocicletta        | Giri | Tempo     | Griglia | Punti |
| ---- | -- | ------------------- | ------------------------- | ------------------- | ---- | --------- | ------- | ----- |
| 1º   | 1  | Álvaro Bautista     | Aruba.it Racing - Ducati  | Ducati Panigale V4R | 21   | 33'06.059 | 1º      | 25    |
| 2º   | 54 | Toprak Razgatlıoğlu | Pata Yamaha Prometeon     | Yamaha YZF R1       | 21   | +8.446    | 2º      | 20    |
| 3º   | 47 | Axel Bassani        | Motocorsa Racing          | Ducati Panigale V4R | 21   | +18.368   | 4º      | 16    |
| 4º   | 65 | Jonathan Rea        | Kawasaki Racing           | Kawasaki ZX-10RR    | 21   | +20.174   | 5º      | 13    |
| 5º   | 97 | Xavi Vierge         | Team HRC                  | Honda CBR1000 RR-R  | 21   | +22.344   | 8º      | 11    |
| 6º   | 55 | Andrea Locatelli    | Pata Yamaha Prometeon     | Yamaha YZF R1       | 21   | +23.307   | 7º      | 10    |
| 7º   | 9  | Danilo Petrucci     | Barni Spark Racing        | Ducati Panigale V4R | 21   | +23.552   | 10º     | 9     |
| 8º   | 31 | Garrett Gerloff     | Bonovo Action BMW         | BMW M1000 RR        | 21   | +24.905   | 9º      | 8     |
| 9º   | 5  | Philipp Öttl        | Team GoEleven             | Ducati Panigale V4R | 21   | +25.255   | 14º     | 7     |
| 10º  | 87 | Remy Gardner        | GYTR GRT Yamaha           | Yamaha YZF R1       | 21   | +27.253   | 12º     | 6     |
| 11º  | 77 | Dominique Aegerter  | GYTR GRT Yamaha           | Yamaha YZF R1       | 21   | +27.529   | 11º     | 5     |
| 12º  | 76 | Loris Baz           | Bonovo Action BMW         | BMW M1000 RR        | 21   | +36.856   | 18º     | 4     |
| 13º  | 66 | Tom Sykes           | Rokit BMW Motorrad        | BMW M1000 RR        | 21   | +38.066   | 17º     | 3     |
| 14º  | 45 | Scott Redding       | Rokit BMW Motorrad        | BMW M1000 RR        | 21   | +52.235   | 13º     | 2     |
| 15º  | 35 | Hafizh Syahrin      | Petronas MIE Racing Honda | Honda CBR1000 RR-R  | 21   | +1'02.594 | 19º     | 1     |
| 16º  | 32 | Isaac Viñales       | TPR by Vinales Racing     | Kawasaki ZX-10RR    | 21   | +1'09.448 | 21º     |       |

### Ritirati
| Nº | Pilota                | Squadra                   | Motocicletta        | Giri | Griglia |
| -- | --------------------- | ------------------------- | ------------------- | ---- | ------- |
| 28 | Bradley Ray           | Yamaha Motoxracing        | Yamaha YZF R1       | 17   | 15º     |
| 21 | Michael Ruben Rinaldi | Aruba.it Racing - Ducati  | Ducati Panigale V4R | 15   | 3º      |
| 34 | Lorenzo Baldassarri   | GMT94 Yamaha              | Yamaha YZF R1       | 14   | 16º     |
| 70 | Luca Vitali           | Orelac Racing Movisio     | Kawasaki ZX-10RR    | 11   | 22º     |
| 22 | Alex Lowes            | Kawasaki Racing           | Kawasaki ZX-10RR    | 7    | 6º      |
| 88 | Ryo Mizuno            | Petronas MIE Racing Honda | Honda CBR1000 RR-R  | 2    | 23º     |
| 53 | Esteve Rabat          | Kawasaki Puccetti Racing  | Kawasaki ZX-10RR    | 0    | 20º     |

## Supersport gara 1

### Arrivati al traguardo
| Pos. | Nº | Pilota              | Squadra                    | Motocicletta                 | Giri | Tempo     | Griglia | Punti |
| ---- | -- | ------------------- | -------------------------- | ---------------------------- | ---- | --------- | ------- | ----- |
| 1º   | 11 | Nicolò Bulega       | Aruba.it Racing            | Ducati Panigale V2           | 18   | 29'36.653 | 1º      | 25    |
| 2º   | 62 | Stefano Manzi       | Ten Kate Racing Yamaha     | Yamaha YZF R6                | 18   | +1.609    | 10º     | 20    |
| 3º   | 64 | Federico Caricasulo | Althea Racing              | Ducati Panigale V2           | 18   | +1.814    | 2º      | 16    |
| 4º   | 23 | Marcel Schrötter    | MV Agusta Reparto Corse    | MV Agusta F3 800 RR          | 18   | +2.425    | 4º      | 13    |
| 5º   | 55 | Yari Montella       | Barni Spark Racing         | Ducati Panigale V2           | 18   | +6.685    | 3º      | 11    |
| 6º   | 40 | Simone Corsi        | Altogo Racing              | Yamaha YZF R6                | 18   | +9.838    | 11º     | 10    |
| 7º   | 28 | Glenn van Straalen  | EAB Racing                 | Yamaha YZF R6                | 18   | +12.193   | 5º      | 9     |
| 8º   | 9  | Jorge Navarro       | Ten Kate Racing Yamaha     | Yamaha YZF R6                | 18   | +13.858   | 8º      | 8     |
| 9º   | 66 | Niki Tuuli          | Dynavolt Triumph           | Triumph Street Triple RS 765 | 18   | +13.959   | 9º      | 7     |
| 10º  | 14 | Lucas Mahias        | Kawasaki Puccetti Racing   | Kawasaki ZX-6R               | 18   | +14.448   | 7º      | 6     |
| 11º  | 99 | Adrián Huertas      | MTM Kawasaki               | Kawasaki ZX-6R               | 18   | +14.608   | 14º     | 5     |
| 12º  | 29 | Nicholas Spinelli   | VFT Racing Webike Yamaha   | Yamaha YZF R6                | 18   | +17.964   | 13º     | 4     |
| 13º  | 32 | Oliver Bayliss      | D34G Racing                | Ducati Panigale V2           | 18   | +21.644   | 15º     | 3     |
| 14º  | 19 | Andrea Mantovani    | Evan Bros. Yamaha          | Yamaha YZF R6                | 18   | +24.855   | 16º     | 2     |
| 15º  | 22 | Federico Fuligni    | Orelac Racing Verdnatura   | Ducati Panigale V2           | 18   | +35.173   | 18º     | 1     |
| 16º  | 71 | Tom Edwards         | Yart-Yamaha                | Yamaha YZF R6                | 18   | +40.713   | 25º     |       |
| 17º  | 86 | Johan Gimbert       | GMT94 Yamaha               | Yamaha YZF R6                | 18   | +41.290   | 20º     |       |
| 18º  | 73 | Maximilian Kofler   | D34G Racing                | Ducati Panigale V2           | 18   | +41.394   | 24º     |       |
| 19º  | 17 | John McPhee         | Vince64 by Puccetti Racing | Kawasaki ZX-6R               | 18   | +48.761   | 19º     |       |
| 20º  | 16 | Yuta Okaya          | ProDina Kawasaki Racing    | Kawasaki ZX-6R               | 18   | +49.882   | 26º     |       |
| 21º  | 7  | Adam Norrodin       | Petronas MIE Racing Honda  | Honda CBR600RR               | 18   | +50.018   | 28º     |       |
| 22º  | 4  | Harry Truelove      | Dynavolt Triumph           | Triumph Street Triple RS 765 | 18   | +1'06.740 | 29º     |       |
| 23º  | 56 | Ratthapong Wilairot | Yamaha Thailand Racing     | Yamaha YZF R6                | 18   | +1'23.643 | 30º     |       |
| 24º  | 51 | Anupab Sarmoon      | Yamaha Thailand Racing     | Yamaha YZF R6                | 18   | +1'31.881 | 23º     |       |

### Ritirati
| Nº | Pilota            | Squadra                   | Motocicletta        | Giri | Griglia |
| -- | ----------------- | ------------------------- | ------------------- | ---- | ------- |
| 27 | Álvaro Díaz       | Arco Yart Yamaha          | Yamaha YZF R6       | 11   | 32º     |
| 42 | Marco Bussolotti  | Axon Seven                | Yamaha YZF R6       | 4    | 12º     |
| 69 | Tom Booth-Amos    | Motozoo ME Air Racing     | Kawasaki ZX-6R      | 3    | 17º     |
| 54 | Bahattin Sofuoğlu | MV Agusta Reparto Corse   | MV Agusta F3 800 RR | 3    | 6º      |
| 95 | Tarran Mackenzie  | Petronas MIE Racing Honda | Honda CBR600RR      | 2    | 22º     |
| 68 | Luke Power        | Motozoo ME Air Racing     | Kawasaki ZX-6R      | 1    | 27º     |
| 98 | Maiki Abe         | VFT Racing Webike Yamaha  | Yamaha YZF R6       | 0    | 31º     |
| 3  | Raffaele De Rosa  | Orelac Racing Verdnatura  | Ducati Panigale V2  | 0    | 21º     |

## Supersport gara 2

### Arrivati al traguardo
| Pos. | Nº | Pilota              | Squadra                    | Motocicletta                 | Giri | Tempo     | Griglia | Punti |
| ---- | -- | ------------------- | -------------------------- | ---------------------------- | ---- | --------- | ------- | ----- |
| 1º   | 62 | Stefano Manzi       | Ten Kate Racing Yamaha     | Yamaha YZF R6                | 18   | 29'27.701 | 11º     | 25    |
| 2º   | 11 | Nicolò Bulega       | Aruba.it Racing            | Ducati Panigale V2           | 18   | +0.208    | 1º      | 20    |
| 3º   | 23 | Marcel Schrötter    | MV Agusta Reparto Corse    | MV Agusta F3 800 RR          | 18   | +1.566    | 4º      | 16    |
| 4º   | 64 | Federico Caricasulo | Althea Racing              | Ducati Panigale V2           | 18   | +6.083    | 2º      | 13    |
| 5º   | 99 | Adrián Huertas      | MTM Kawasaki               | Kawasaki ZX-6R               | 18   | +8.834    | 14º     | 11    |
| 6º   | 40 | Simone Corsi        | Altogo Racing              | Yamaha YZF R6                | 18   | +10.938   | 8º      | 10    |
| 7º   | 54 | Bahattin Sofuoğlu   | MV Agusta Reparto Corse    | MV Agusta F3 800 RR          | 18   | +14.791   | 6º      | 9     |
| 8º   | 29 | Nicholas Spinelli   | VFT Racing Webike Yamaha   | Yamaha YZF R6                | 18   | +14.862   | 13º     | 8     |
| 9º   | 14 | Lucas Mahias        | Kawasaki Puccetti Racing   | Kawasaki ZX-6R               | 18   | +17.110   | 7º      | 7     |
| 10º  | 66 | Niki Tuuli          | Dynavolt Triumph           | Triumph Street Triple RS 765 | 18   | +19.587   | 10º     | 6     |
| 11º  | 32 | Oliver Bayliss      | D34G Racing                | Ducati Panigale V2           | 18   | +21.635   | 15º     | 5     |
| 12º  | 69 | Tom Booth-Amos      | Motozoo ME Air Racing      | Kawasaki ZX-6R               | 18   | +25.361   | 17º     | 4     |
| 13º  | 71 | Tom Edwards         | Yart-Yamaha                | Yamaha YZF R6                | 18   | +29.629   | 25º     | 3     |
| 14º  | 42 | Marco Bussolotti    | Axon Seven                 | Yamaha YZF R6                | 18   | +29.641   | 12º     | 2     |
| 15º  | 19 | Andrea Mantovani    | Evan Bros. Yamaha          | Yamaha YZF R6                | 18   | +29.869   | 16º     | 1     |
| 16º  | 22 | Federico Fuligni    | Orelac Racing Verdnatura   | Ducati Panigale V2           | 18   | +30.254   | 18º     |       |
| 17º  | 51 | Anupab Sarmoon      | Yamaha Thailand Racing     | Yamaha YZF R6                | 18   | +37.368   | 23º     |       |
| 18º  | 9  | Jorge Navarro       | Ten Kate Racing Yamaha     | Yamaha YZF R6                | 18   | +37.774   | 9º      |       |
| 19º  | 17 | John McPhee         | Vince64 by Puccetti Racing | Kawasaki ZX-6R               | 18   | +39.581   | 19º     |       |
| 20º  | 86 | Johan Gimbert       | GMT94 Yamaha               | Yamaha YZF R6                | 18   | +39.763   | 20º     |       |
| 21º  | 27 | Álvaro Díaz         | Arco Yart Yamaha           | Yamaha YZF R6                | 18   | +40.111   | 32º     |       |
| 22º  | 28 | Glenn van Straalen  | EAB Racing                 | Yamaha YZF R6                | 18   | +46.563   | 5º      |       |
| 23º  | 68 | Luke Power          | Motozoo ME Air Racing      | Kawasaki ZX-6R               | 18   | +55.656   | 27º     |       |
| 24º  | 98 | Maiki Abe           | VFT Racing Webike Yamaha   | Yamaha YZF R6                | 18   | +1'14.692 | 31º     |       |
| 25º  | 56 | Ratthapong Wilairot | Yamaha Thailand Racing     | Yamaha YZF R6                | 17   | +1 giro   | 30º     |       |
| 26º  | 3  | Raffaele De Rosa    | Orelac Racing Verdnatura   | Ducati Panigale V2           | 14   | +4 giri   | 21º     |       |
| 27º  | 16 | Yuta Okaya          | ProDina Kawasaki Racing    | Kawasaki ZX-6R               | 13   | +5 giri   | 26º     |       |

### Ritirati
| Nº | Pilota            | Squadra                   | Motocicletta                 | Giri | Griglia |
| -- | ----------------- | ------------------------- | ---------------------------- | ---- | ------- |
| 55 | Yari Montella     | Barni Spark Racing        | Ducati Panigale V2           | 11   | 3º      |
| 7  | Adam Norrodin     | Petronas MIE Racing Honda | Honda CBR600RR               | 6    | 28º     |
| 95 | Tarran Mackenzie  | Petronas MIE Racing Honda | Honda CBR600RR               | 3    | 22º     |
| 4  | Harry Truelove    | Dynavolt Triumph          | Triumph Street Triple RS 765 | 0    | 29º     |
| 73 | Maximilian Kofler | D34G Racing               | Ducati Panigale V2           | 0    | 24º     |

## Supersport 300 gara 1

### Arrivati al traguardo
| Pos. | Nº | Pilota                | Squadra                               | Motocicletta       | Giri | Tempo     | Griglia | Punti |
| ---- | -- | --------------------- | ------------------------------------- | ------------------ | ---- | --------- | ------- | ----- |
| 1º   | 8  | Bruno Ieraci          | ProDina Kawasaki Racing               | Kawasaki Ninja 400 | 10   | 18'36.483 | 8º      | 25    |
| 2º   | 26 | Mirko Gennai          | BrCorse                               | Yamaha YZF-R3      | 10   | +0.149    | 10º     | 20    |
| 3º   | 12 | Humberto Maier        | Yamaha MS Racing/AD78 Latin America   | Yamaha YZF-R3      | 10   | +0.818    | 17º     | 16    |
| 4º   | 73 | José Pérez González   | Accolade Smrž Racing BGR              | Kawasaki Ninja 400 | 10   | +0.896    | 7º      | 13    |
| 5º   | 85 | Kevin Sabatucci       | Flembbo-Pl Performances               | Kawasaki Ninja 400 | 10   | +1.322    | 13º     | 11    |
| 6º   | 91 | Matteo Vannucci       | AG Motorsport Italia Yamaha           | Yamaha YZF-R3      | 10   | +1.391    | 19º     | 10    |
| 7º   | 93 | Marco Gaggi           | BrCorse                               | Yamaha YZF-R3      | 10   | +1.518    | 12º     | 9     |
| 8º   | 23 | Samuel Di Sora        | ProDina Kawasaki Racing               | Kawasaki Ninja 400 | 10   | +1.643    | 5º      | 8     |
| 9º   | 39 | Enzo Valentim         | Yamaha MS Racing/AD78 Latin America   | Yamaha YZF-R3      | 10   | +1.697    | 22º     | 7     |
| 10º  | 60 | Dirk Geiger           | Freudenberg KTM-Paligo Racing         | KTM RC 390 R       | 10   | +1.730    | 9º      | 6     |
| 11º  | 6  | Jeffrey Buis          | MTM Kawasaki                          | Kawasaki Ninja 400 | 10   | +1.767    | 1º      | 5     |
| 12º  | 99 | Galang Hendra Pratama | Sublime Racing by MS Racing           | Yamaha YZF-R3      | 10   | +1.930    | 28º     | 4     |
| 13º  | 19 | Alessandro Zanca      | Team#109 Kawasaki                     | Kawasaki Ninja 400 | 10   | +2.224    | 2º      | 3     |
| 14º  | 7  | Loris Veneman         | MTM Kawasaki                          | Kawasaki Ninja 400 | 10   | +2.434    | 4º      | 2     |
| 15º  | 47 | Fenton Seabright      | Kawasaki GP Project                   | Kawasaki Ninja 400 | 10   | +2.438    | 21º     | 1     |
| 16º  | 13 | Devis Bergamini       | ProGP Racing                          | Yamaha YZF-R3      | 10   | +2.605    | 29º     |       |
| 17º  | 28 | Lennox Lehmann        | Freudenberg KTM-Paligo Racing         | KTM RC 390 R       | 10   | +2.844    | 16º     |       |
| 18º  | 80 | Gabriele Mastroluca   | Arco Motor University                 | Yamaha YZF-R3      | 10   | +2.894    | 25º     |       |
| 19º  | 77 | José Osuna Sáez       | Deza-Box 77 Racing                    | Kawasaki Ninja 400 | 10   | +2.948    | 26º     |       |
| 20º  | 25 | Mattia Martella       | ProDina Kawasaki Racing               | Kawasaki Ninja 400 | 10   | +2.966    | 14º     |       |
| 21º  | 41 | Raffaele Tragni       | AG Motorsport Italia Yamaha           | Yamaha YZF-R3      | 10   | +3.060    | 15º     |       |
| 22º  | 88 | Daniel Mogeda         | Kawasaki GP Project                   | Kawasaki Ninja 400 | 10   | +3.200    | 20º     |       |
| 23º  | 69 | Troy Alberto          | Fusport-RT Motorsport by SKM-Kawasaki | Kawasaki Ninja 400 | 10   | +3.297    | 27º     |       |
| 24º  | 81 | Ioannis Peristeras    | ProGP Racing                          | Yamaha YZF-R3      | 10   | +18.764   | 30º     |       |
| 25º  | 17 | Ruben Bijman          | Arco Motor University                 | Yamaha YZF-R3      | 10   | +26.156   | 18º     |       |

### Ritirati
| Nº | Pilota             | Squadra                               | Motocicletta       | Giri | Griglia |
| -- | ------------------ | ------------------------------------- | ------------------ | ---- | ------- |
| 53 | Petr Svoboda       | Fusport-RT Motorsport by SKM-Kawasaki | Kawasaki Ninja 400 | 8    | 6º      |
| 48 | Julio García       | Flembbo-Pl Performances               | Kawasaki Ninja 400 | 7    | 3º      |
| 51 | Juan Urióstegui    | Team#109 Kawasaki                     | Kawasaki Ninja 400 | 6    | 24º     |
| 35 | Yeray Saiz Marquez | Accolade Smrž Racing BGR              | Kawasaki Ninja 400 | 5    | 23º     |
| 4  | Emanuele Cazzaniga | Racestar                              | Yamaha YZF-R3      | 3    | 11º     |

### Non qualificato
| Nº | Pilota      | Squadra      | Motocicletta |
| -- | ----------- | ------------ | ------------ |
| 9  | Junhao Zhan | China Racing | Kove 321RR   |

## Supersport 300 gara 2

### Arrivati al traguardo
| Pos. | Nº | Pilota                | Squadra                               | Motocicletta       | Giri | Tempo     | Griglia | Punti |
| ---- | -- | --------------------- | ------------------------------------- | ------------------ | ---- | --------- | ------- | ----- |
| 1º   | 8  | Bruno Ieraci          | ProDina Kawasaki Racing               | Kawasaki Ninja 400 | 15   | 27'52.137 | 8º      | 25    |
| 2º   | 60 | Dirk Geiger           | Freudenberg KTM-Paligo Racing         | KTM RC 390 R       | 15   | +0.062    | 9º      | 20    |
| 3º   | 53 | Petr Svoboda          | Fusport-RT Motorsport by SKM-Kawasaki | Kawasaki Ninja 400 | 15   | +0.411    | 7º      | 16    |
| 4º   | 7  | Loris Veneman         | MTM Kawasaki                          | Kawasaki Ninja 400 | 15   | +0.740    | 5º      | 13    |
| 5º   | 47 | Fenton Seabright      | Kawasaki GP Project                   | Kawasaki Ninja 400 | 15   | +0.934    | 21º     | 11    |
| 6º   | 93 | Marco Gaggi           | BrCorse                               | Yamaha YZF-R3      | 15   | +1.071    | 12º     | 10    |
| 7º   | 26 | Mirko Gennai          | BrCorse                               | Yamaha YZF-R3      | 15   | +1.194    | 10º     | 9     |
| 8º   | 73 | José Pérez González   | Accolade Smrž Racing BGR              | Kawasaki Ninja 400 | 15   | +1.297    | 4º      | 8     |
| 9º   | 23 | Samuel Di Sora        | ProDina Kawasaki Racing               | Kawasaki Ninja 400 | 15   | +1.474    | 6º      | 7     |
| 10º  | 17 | Ruben Bijman          | Arco Motor University                 | Yamaha YZF-R3      | 15   | +1.616    | 18º     | 6     |
| 11º  | 13 | Devis Bergamini       | ProGP Racing                          | Yamaha YZF-R3      | 15   | +1.690    | 28º     | 5     |
| 12º  | 99 | Galang Hendra Pratama | Sublime Racing by MS Racing           | Yamaha YZF-R3      | 15   | +1.721    | 27º     | 4     |
| 13º  | 85 | Kevin Sabatucci       | Flembbo-Pl Performances               | Kawasaki Ninja 400 | 15   | +2.007    | 13º     | 3     |
| 14º  | 88 | Daniel Mogeda         | Kawasaki GP Project                   | Kawasaki Ninja 400 | 15   | +2.144    | 20º     | 2     |
| 15º  | 39 | Enzo Valentim         | Yamaha MS Racing/AD78 Latin America   | Yamaha YZF-R3      | 15   | +2.590    | 22º     | 1     |
| 16º  | 28 | Lennox Lehmann        | Freudenberg KTM-Paligo Racing         | KTM RC 390 R       | 15   | +2.927    | 16º     |       |
| 17º  | 77 | José Osuna Sáez       | Deza-Box 77 Racing                    | Kawasaki Ninja 400 | 15   | +2.950    | 25º     |       |
| 18º  | 69 | Troy Alberto          | Fusport-RT Motorsport by SKM-Kawasaki | Kawasaki Ninja 400 | 15   | +2.999    | 26º     |       |
| 19º  | 4  | Emanuele Cazzaniga    | Racestar                              | Yamaha YZF-R3      | 15   | +3.995    | 11º     |       |
| 20º  | 48 | Julio García          | Flembbo-Pl Performances               | Kawasaki Ninja 400 | 15   | +4.099    | 3º      |       |
| 21º  | 41 | Raffaele Tragni       | AG Motorsport Italia Yamaha           | Yamaha YZF-R3      | 15   | +4.342    | 15º     |       |
| 22º  | 80 | Gabriele Mastroluca   | Arco Motor University                 | Yamaha YZF-R3      | 15   | +10.098   | 24º     |       |
| 23º  | 81 | Ioannis Peristeras    | ProGP Racing                          | Yamaha YZF-R3      | 15   | +23.865   | 29º     |       |

### Ritirati
| Nº | Pilota             | Squadra                             | Motocicletta       | Giri | Griglia |
| -- | ------------------ | ----------------------------------- | ------------------ | ---- | ------- |
| 19 | Alessandro Zanca   | Team#109 Kawasaki                   | Kawasaki Ninja 400 | 11   | 2º      |
| 6  | Jeffrey Buis       | MTM Kawasaki                        | Kawasaki Ninja 400 | 10   | 1º      |
| 91 | Matteo Vannucci    | AG Motorsport Italia Yamaha         | Yamaha YZF-R3      | 10   | 19º     |
| 25 | Mattia Martella    | ProDina Kawasaki Racing             | Kawasaki Ninja 400 | 10   | 14º     |
| 35 | Yeray Saiz Marquez | Accolade Smrž Racing BGR            | Kawasaki Ninja 400 | 5    | 23º     |
| 12 | Humberto Maier     | Yamaha MS Racing/AD78 Latin America | Yamaha YZF-R3      | 3    | 17º     |

### Non qualificato
| Nº | Pilota      | Squadra      | Motocicletta |
| -- | ----------- | ------------ | ------------ |
| 9  | Junhao Zhan | China Racing | Kove 321RR   |